# The Judy Garland Show
The Judy Garland Show – amerykański program rozrywkowy o charakterze muzyczno-rewiowym, transmitowany na antenie Columbia Broadcasting System w niedzielne wieczory w latach 1963–1964.
Chociaż relacje CBS z Judy Garland czasami układały się burzliwie, stacja odniosła sukces, obsadzając ją w kilku wydaniach specjalnych. Garland, która przez wiele lat niechętnie odnosiła się do propozycji prowadzenia cotygodniowego programu telewizyjnego, na początku lat 60. dostrzegła w nim szansę na wyrwanie się z poważnych problemów finansowych.
Trudności w produkcji rozpoczęły się niemal od samego początku. Przez cały okres swojego istnienia program miał trzech różnych producentów, doszło w nim również do wielu zmian kluczowych członków personelu. Wraz z roszadami producentów, zmieniał się również format programu, który z początkowego komediowo-rewiowego zmienił się w prawie wyłącznie recitalowy.
Krytycy chwalili Judy Garland; krytykowano zaś początkowy, rewiowy format i współprowadzącego – Jerry’ego Van Dyke’a. Show nadawano w tym samym czasie antenowym co Bonanza, wówczas czwarty pod względem oglądalności program telewizyjny, przez co w pomiarach oglądalności stale wypadał słabiej niż serial stacji NBC. Mimo że fani zjednoczyli się w próbie ratowania programu, CBS zaprzestała jego emisji po pierwszym sezonie (26 odcinkach).

## Garland i CBS
Stosunki Garland z CBS przed powstaniem The Judy Garland Show były burzliwe. Już wcześniej występowała gościnnie w kilku wydaniach specjalnych emitowanych na antenie stacji. Pierwszym z nich był premierowy odcinek Ford Star Jubilee z 1955 roku, który był pierwszą audycją CBS w kolorze oraz osiągnął dobre wyniki pomiaru oglądalności, uzyskując 34,8 punktu według wskaźnika Nielsena. Sukces ten doprowadził do podpisania przez Garland trzyletniego kontaktu z CBS o wartości 300 tys. dolarów na kolejne występy na antenie stacji. Zanim umowa została zerwana, wyemitowano jedynie pierwszy z nich, nadawany na żywo odcinek General Electric Theater z 1956 roku. Stosunki między CBS a Garland i jej ówczesnym mężem i menadżerem Sidem Luftem uległy załamaniu, gdy w 1957 roku nie byli w stanie dojść do porozumienia w sprawie nadchodzących występów na antenie stacji. Garland wytoczyła telewizji proces o zniesławienie i niedotrzymanie umowy (CBS złożyła pozew wzajemny), żądając odszkodowania w wysokości 1,4 mln dolarów. Spór został rozstrzygnięty dopiero w 1961 roku, gdy Garland i CBS zgodzili się zaniechać wzajemnych roszczeń i przystąpić do negocjacji na temat nowej serii występów piosenkarki na antenie stacji.
Dwa pierwsze wydania specjalne, realizowane w ramach nowego kontraktu, nosiły nazwę The Judy Garland Show i zostały wyemitowane w lutym 1962 roku. Wydanie, w którym obok Garland pojawili się Dean Martin i Frank Sinatra, nominowano do czterech nagród Emmy. W grudniu 1962 roku Garland podpisała umowę o prowadzenie stałego, cotygodniowego programu rozrywkowego. Ostatnie wydanie specjalne zatytułowane Judy Garland and Her Guests Phil Silvers and Robert Goulet wyemitowano w marcu 1963 roku. Wydanie to, reklamowane zamiennie jako zapowiedź lub pilot cotygodniowego programu Garland, również otrzymało nominację do nagrody Emmy.

## Produkcja
Czteroletni kontrakt wymagał od Garland realizowania 26 odcinków w sezonie. Jej firma, Kingsrow Enterprises, miała otrzymywać 140 tys. dolarów za każdy odcinek. Gaża Garland miała wynosić od 25 do 30 tys. dolarów za odcinek. Kingsrow Enterprises miała również zachować prawo do dysponowania nagraniami, co pozwalało jej na ich sprzedawanie innym stacjom. Chociaż Garland jeszcze na początku lat 50. powiedziała, że nigdy nie będzie prowadziła cotygodniowego programu telewizyjnego, przyjęła ofertę, przede wszystkim ze względu na swoją trudną sytuację finansową na początku lat 60. Z powodu niezapłaconych podatków w 1951 i 1952 roku suma zadłużenia artystki w amerykańskim urzędzie podatkowym (Internal Revenue Service) wynosiła kilkaset tysięcy dolarów, a finansowa porażka współprodukowanego przez nią filmu Narodziny gwiazdy spowodowała, że nie odniosła ona żadnych korzyści pieniężnych z tej inwestycji. Stała praca w telewizji miała stanowić zatem pewne zabezpieczenie.
Początkowo planowano, że The Judy Garland Show będzie nagrywany w Nowym Jorku. CBS oferowała posadę producenta wykonawczego Bobowi Bannerowi, zaangażowanemu wówczas w produkcję programu Garry’ego Moore’a. Chociaż był zainteresowany projektem, nie zgodził się na przeprowadzkę z Zachodniego Wybrzeża Stanów Zjednoczonych. Kolejnym kandydatem był Bob Finkel, który w swoim dorobku miał m.in. współpracę przy programach Dinah Shore i Deana Martina, ale również nie zgodził się na przeniesienie. Następnie propozycję objęcia stanowisk reżysera i producenta otrzymał doświadczony Bill Hobin, zarządzający wówczas Sing Along with Mitch. Przebywający na Wschodnim Wybrzeżu Hobin propozycję chętnie przyjął. George Schlatter, działając bez wiedzy Hobina, skutecznie lobbował za swoją kandydaturą na funkcję producenta i za przeniesieniem lokalizacji produkcji na Zachodnie Wybrzeże. Ostatecznie producentem został Schlatter, a Hobin zachował posadę reżysera.
Gdy Schlatter objął stanowisko producenta, zabrał się do stworzenia ekipy realizatorskiej. Mort Lindsey został wynajęty do dyrygowania orkiestrą programu; Gary Smith, który wcześniej pracował przy wydaniu specjalnym z udziałem Sinatry i Martina, objął funkcję dyrektora artystycznego. Wielokrotną laureatkę Oscara Edith Head zaangażowano do zaprojektowania strojów dla Judy Garland, a Raya Agyahana, którego Schlatter znał ze wspólnej pracy przy programie Dinah Shore, zatrudniono do stworzenia ubrań dla gości Garland. Mel Tormé został kierownikiem muzycznym, musiał stworzyć podkład muzyczny i kilka razy wystąpił w roli gościa Garland. Obowiązki choreografa podjął Danny Daniels. Aktor komediowy Jerry Van Dyke był odpowiedzialny za skecze.
Oprócz występów muzycznych w wykonaniu Garland i jej gościa-gwiazdy, początkowy format programu zawierał powtarzające się segmenty: Born in a Trunk (nazwa wzięta z filmu Narodziny gwiazdy), w którym Garland opowiadała o swojej karierze w show-biznesie i śpiewała własne piosenki, oraz Tea for Two, w którym gawędziła z niespodziewanym gościem. Van Dyke wykonywał skecze, czasami z udziałem Garland lub jej gościa. Gospodyni kończyła każdy odcinek śpiewając utwór Maybe I'll Come Back. Ta mało znana piosenka, wybrana przez Garland i Schlattera, pomimo sprzeciwu CBS (stacja chciała, aby motywem zamykającym odcinek było kilka taktów Over the Rainbow), zawierała wers „A prezydent Coolidge jest moim kuzynem”. W każdym odcinku zastępowała nazwisko „Coolidge” nazwiskiem innej osoby, czyniąc z tego stały gag swojego programu.
Chociaż początkowo planowano, że program nagrywany będzie na Wschodnim Wybrzeżu, ostatecznie powstawał w CBS Television City w Los Angeles. Stacja telewizyjna poczyniła spore wydatki, aby dostosować studio do potrzeb programu, włącznie z 100 tys. dolarów wydanymi na podniesienie sceny i zainstalowanie odrębnej, obrotowej estrady. Garderoba Garland, która miała wymiary 110x40 stóp, została udekorowana na podobieństwo jej nowo nabytej rezydencji w Brentwood. Korytarz, który prowadził z jej garderoby na scenę, pomalowano, aby wyglądem przypominał „żółtą brukowaną drogę” z Czarnoksiężnika z Oz.
Nagrywanie rozpoczęto 24 czerwca 1963 roku. Po naciskach Garland, jej pierwszym gościem był Mickey Rooney, jej bliski przyjaciel i częsty partner w filmach muzycznych z okresu pracy w Metro-Goldwyn-Mayer.
Po sześciu tygodniach nagrywania programu i ukończeniu pięciu odcinków, 2 sierpnia, Schlatter został zwolniony przez Jamesa Aubreya, prezesa CBS. Wyrzucono także kilku członków zespołu scenarzystów i choreografa Danny’ego Danielsa. Miejsce Schlattera zajął Norman Jewison, którego wizja programu była bardziej zbliżona do wizji Aubreya. Według niej Garland była zbyt efektowna dla telewizji i powinna była być przedstawiana w bardziej konwencjonalnym świetle. Jewison, który zgodził się być producentem do trzynastego odcinka, stworzył zmiany, które miały „uczynić świętą krowę mniej świętą” – Van Dyke zaczął żartować na temat wagi Garland, jej reputacji osoby niesolidnej oraz o wzlotach i upadkach jej kariery. Wprowadzono także powtarzający się element Be My Guest, w którym Garland i jej gość tygodnia wykonywali utwór przygotowany wcześniej przez Mela Tormégo. Produkcja została zawieszona na pięć tygodni.
Następcą Jewisona został Bill Colleran, który został wybrany przez Garland na stanowisko trzeciego już producenta wykonawczego. Colleran zreorganizował format programu po raz kolejny, eliminując obraźliwy humor oraz z powrotem skupiając uwagę na Garland i na jej umiejętnościach wokalnych, czego skutkiem było powstanie kilku odcinków wyłącznie koncertowych. Po 22. odcinku Tormé został zwolniony; jego miejsce zajął muzyk Bobby Cole, którego Garland poznała nieco wcześniej w Nowym Jorku. Tormé pozwał później telewizję o naruszenie umowy i po latach napisał książkę o programie – The Other Side of the Rainbow: With Judy Garland on the Dawn Patrol.
CBS ogłosiła zakończenie The Judy Garland Show 22 stycznia 1964 roku. Według oficjalnej wersji opublikowanej w piśmie wydanym przez CBS, Garland opuściła program, gdyż chciała poświęcić więcej czasu swoim dzieciom.

## Na antenie
Pierwszy odcinek The Judy Garland Show, z gościnnym udziałem Donalda O’Connora, wyemitowano 29 września 1963 roku. Był siódmym pod względem chronologii powstawania. Również następne odcinki emitowano poza kolejnością rejestracji. Show otrzymał 18,7 punktu według wskaźnika Nielsena, a recenzje były w głównej mierze pozytywne. Magazyn Variety napisał: „Jeżeli Judy Garland... myśli pracować co tydzień z takim samym oddaniem i gorliwością, które charakteryzowały jej premierę w tym tygodniu, to William S. Paley i jego współpracownicy powinni opływać w dostatki. Panna Garland jest w doskonałej formie”. The San Francisco Chronicle opisał program jako „gustowny, elegancki i pasjonujący”. Nie wszystkie opinie były równie pochlebne. The New York Herald Tribune zauważył: „Panna Garland jest dobra, tylko dobra. Jednakże reszta jej programu potrzebuje pomocy”. Pozostałe negatywne recenzje były utrzymane w podobnym tonie, skupiając się w szczególności na Van Dyke'u oraz ogólnie na formacie programu i scenariuszu.
CBS publicznie ustosunkowała się do krytyki, wydając oświadczenie poprzez dyrektora ds. talentu Michaela Danna: „Zdecydowaliśmy, że [Judy] nigdy nie wystąpi w skeczu i nigdy nie zagra nikogo oprócz siebie. Będzie śpiewała więcej piosenek, więcej medleyów, więcej standardów. Piosenki są jej dziećmi. Powiedzieliśmy jej, co myślimy, a ona posłucha. Jest zbyt niepewna w telewizji, żeby mogła zachowywać się na swój własny sposób. Ona wie, co jest dla niej dobre”.
Jednakże za kulisami telewizja nadal modyfikowała program. Oprócz wymiany kluczowych członków personelu produkcji i ciągłych zmian formatu, Garland wzywano także do Nowego Jorku, gdzie instruowano ją jak ma zachowywać się przed kamerami, np. gdy zauważono, że zbyt często dotyka swoich gości, nakazano jej przestać zachowywać się w ten sposób.
Zmieniony format programu, którego ironiczny humor na temat Judy Garland, zamiast przyciągać widzów, ściągał na siebie krytykę. Recenzent Richard Warren Lewis z Saturday Evening Post napisał: „Absurdalny pomysł dewaluacji Garland jako legendy oraz kształtowanie jej show na wzór innych nudnych programów rewiowych okazały się katastrofą w miejscu, w którym boli najbardziej, w sondażach oglądalności”. Rzeczywiście, program Garland miał średnią oglądalność wynoszącą 18 punktów, podczas gdy serial Bonanza gromadził prawie dwukrotnie większą widownię. Wraz z odejściem Jewisona i Jerry’ego Van Dyke’a (co chwalono jako „wspaniały pomysł, który przyszedł zbyt późno”) w centrum uwagi ponownie umieszczono występy muzyczne Garland, pojedynczo lub z gośćmi. Format ten, obejmujący kilka odcinków wyłącznie koncertowych (Judy Garland in Concert), pozostał mniej lub bardziej niezmieniony do końca programu. Pomimo pozytywnych komentarzy, oglądalność wciąż była niska. Fani utworzyli „Komitet Obrony The Judy Garland Show” i zorganizowali akcję pisania listów do CBS na rzecz zachowania programu, ale ich zabiegi okazały się niewystarczające i nie uchroniły The Judy Garland Show od zakończenia emisji. Ostatni odcinek programu, kolejny odcinek koncertowy, wyemitowano 29 marca 1964 roku.
W 2013 roku magazyn TV Guide uznał The Judy Garland Show za jeden z 60 programów w historii telewizji, które zbyt szybko zdjęto z anteny.

## Lista odcinków
| Nr | Data nagrania               | Data transmisji      | Goście                                                                     | Uwagi                                                                         |
| -- | --------------------------- | -------------------- | -------------------------------------------------------------------------- | ----------------------------------------------------------------------------- |
| 1  | 24 czerwca 1963             | 8 grudnia 1963       | Mickey Rooney, Jerry Van Dyke                                              |                                                                               |
| 2  | 7 lipca 1963                | 10 listopada 1963    | Count Basie, Mel Tormé, Judy Henske, Jerry Van Dyke                        |                                                                               |
| 3  | 16 lipca 1963               | 17 listopada 1963    | Liza Minnelli, Soupy Sales, The Brothers Castro, Jerry Van Dyke            |                                                                               |
| 4  | 23 lipca 1963               | 13 października 1963 | Lena Horne, Terry-Thomas, Jerry Van Dyke                                   |                                                                               |
| 5  | 30 lipca 1963               | 15 grudnia 1963      | Tony Bennett, Dick Shawn, Jerry Van Dyke                                   | Ostatni odcinek, którego producentem był George Schlatter.                    |
| 5A | 2 sierpnia 1963 (planowany) | –                    | Nat King Cole, Jack Carter, Jerry Van Dyke                                 | Do tego odcinka przygotowano scenariusz, ale nigdy nie został zarejestrowany. |
| 6  | 13 września 1963            | 27 października 1963 | Steve Lawrence, June Allyson, Jerry Van Dyke                               |                                                                               |
| 7  | 20 września 1963            | 29 września 1963     | Donald O’Connor, Jerry Van Dyke                                            |                                                                               |
| 8  | 27 września 1963            | 20 października 1963 | George Maharis, Jack Carter, The Dillards, Leo Durocher, Jerry Van Dyke    |                                                                               |
| 9  | 4 października 1963         | 6 października 1963  | Barbra Streisand, Ethel Merman, Smothers Brothers, Jerry Van Dyke          | Streisand za gościnny występ w tym odcinku nominowano do nagrody Emmy.        |
| 10 | 11 października 1963        | 1 marca 1964         | Ray Bolger, Jane Powell, Jerry Van Dyke                                    | Ostatni odcinek Jerry’ego Van Dyke’a.                                         |
| 11 | 18 października 1963        | 5 stycznia 1964      | Steve Allen, Mel Tormé, Jayne Meadows                                      |                                                                               |
| 12 | 1 listopada 1963            | 3 listopada 1963     | Vic Damone, Zina Bethune                                                   |                                                                               |
| 13 | 8 listopada 1963            | 1 grudnia 1963       | Peggy Lee, Jack Carter, Carl Reiner                                        | Ostatni odcinek, którego producentem był Norman Jewison.                      |
| 14 | 30 listopada 1963           | 29 grudnia 1963      | Bobby Darin, Bob Newhart                                                   |                                                                               |
| 15 | 6 grudnia 1963              | 22 grudnia 1963      | Jack Jones, Liza Minnelli, Lorna Luft, Joey Luft, Mel Tormé, Tracy Everitt | Bożonarodzeniowy odcinek specjalny.                                           |
| 16 | 13 grudnia 1963             | 2 stycznia 1964      | Ethel Merman, Shelley Berman, Peter Gennaro                                |                                                                               |
| 17 | 20 grudnia 1963             | 9 stycznia 1964      | Vic Damone, Chita Rivera, Louis Nye, Ken Murray                            |                                                                               |
| 18 | 14 stycznia 1964            | 26 stycznia 1964     | Martha Raye, Peter Lawford, Rich Little, Ken Murray                        |                                                                               |
| 19 | 17 stycznia 1964            | 2 lutego 1964        | Louis Jourdan, Kirby Stone Four, Ken Murray                                |                                                                               |
| 20 | 24 stycznia 1964            | 9 lutego 1964        | –                                                                          | „Judy Garland in Concert” – odcinek koncertowy                                |
| 21 | 31 stycznia 1964            | 16 lutego 1964       | Diahann Carroll, Mel Tormé                                                 |                                                                               |
| 22 | 14 lutego 1964              | 23 lutego 1964       | Jack Jones, Ken Murray                                                     | Ostatni odcinek Mela Tormégo.                                                 |
| 23 | 21 lutego 1964              | 8 marca 1964         | –                                                                          | „Judy Garland in Concert: Music From the Movies” – odcinek koncertowy         |
| 24 | 23 lutego 1964              | 15 marca 1964        | Vic Damone                                                                 |                                                                               |
| 25 | 6 marca 1964                | 22 marca 1964        | Bobby Cole                                                                 |                                                                               |
| 26 | 13 marca 1964               | 29 marca 1964        | –                                                                          | „Judy Garland in Concert” – odcinek koncertowy                                |